# National Reform Union
La National Reform Union (NRU) est un parti politique britannique. 

## Histoire
Formée en avril 1864, à Manchester, la National Reform Union est composée principalement de membres du Parti libéral. Au début de 1867, la Reform Union compte 150 branches contre 400 pour la Reform League (en).
La Reform Union est plus intellectuelle que la Reform League aux motivations similaires, mais elle gagne moins d'influence. Elle bénéficie du soutien de la classe moyenne aisée tandis que la Reform League bénéficie du soutien des syndicalistes, des ex-chartistes et de la classe ouvrière et est perçue comme une menace par l'establishment en raison de l'agitation qu'elle peut créer.